# ريكاردو روسيني
ريكاردو روسيني هو لاعب كرة قدم إيطالي في مركز الوسط، ولد في 8 نوفمبر 1993 في ميلانو في إيطاليا.

## وصلات خارجية
- ريكاردو روسيني على موقع قاعدة بيانات كرة القدم.إي يو (الإنجليزية)
- ريكاردو روسيني على موقع Soccerway.com (الإنجليزية)
- ريكاردو روسيني على موقع عالم كرة القدم.نت (الإنجليزية)